# Râul Ciurtuci
Râul Ciurtuți este un râu afluent al Beliș. 